# Santa Maria del Camí (Veciana)
Santa Maria del Camí és un poble situat a l'extrem sud del municipi de Veciana i al nord del municipi d'Argençola, comarca de l'Anoia. El poble està situat en la confluència de la coma de Santa Maria i el riu Anoia, a la vora la carretera N-II, dins de l'antiga quadra de Santa Maria del Camí. El poble està repartit entre els municipis d'Argençola i Veciana. Està separat del nucli principal de Veciana per una franja que pertany al terme de Copons. Forma part de la comarca natural de la Segarra.
L'església de Santa Maria del Camí, situada al terme d'Argençola, inicialment fou capella d'un hospital situat a peu de l'antic camí ral d'Aragó, i priorat benedictí des de l'any 1228, moment que va ser cedit a Santa Cecília de Montserrat, que hi va posar monjos i que el segle xiii va fer construir l'actual església romànica. És d'una nau amb capelles interiors i absis semicircular a llevant. L'element decoratiu més destacat és una finestra d'estructura circular que es conserva al centre de l'absis. El nucli va sorgir al voltant d'aquest antic monestir, que serví de parròquia des de l'any 1868 fins al 1919, que fou bastida l'actual església nova d'estil neoromànic, situada al terme d'Argençola. Al segle xix formà municipi amb el lloc de Castellnou del Camí.

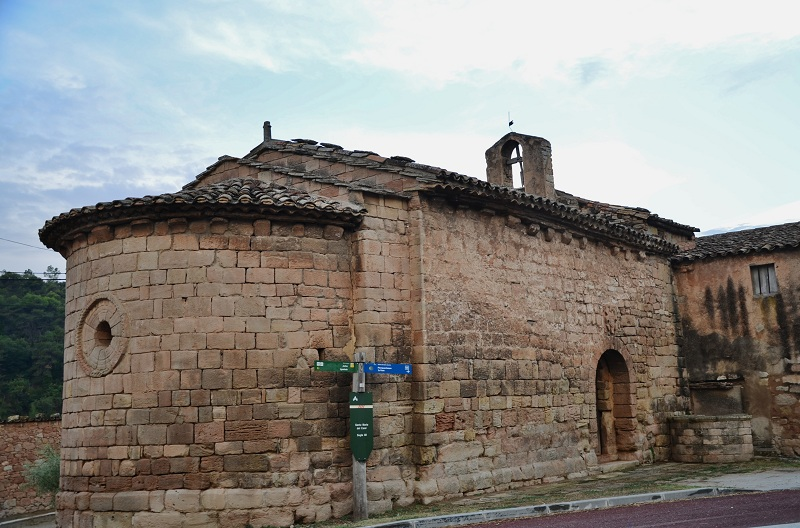
Església romànica de Santa Maria del Camí, al terme d'Argençola[cal citació]
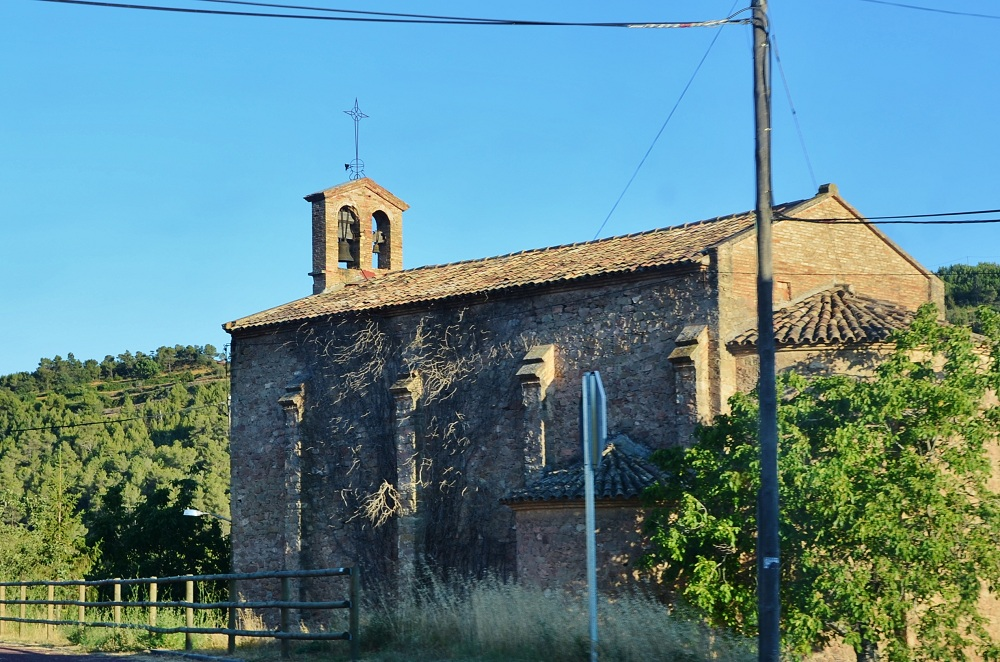
Església nova de Santa Maria del Camí, al terme d'Argençola